# 武漢事件
武漢事件（ぶかんじけん）あるいは七・二〇事件とは、1967年7月20日に湖北省武漢市で起きた文化大革命における武力衝突事件。労働組合や人民解放軍を背景とした実権派と文革の担い手を自認していた造反派がそれぞれの支持者を動員して武装し、ついには中国上層部まで巻き込む事態となった。

## 背景
1967年2月頃から造反派は「工人総部」を名乗り、武漢市漢口地域にあった紅旗大楼を占拠。「工人総部」は、紅旗大楼に編集部があり総部の統制下となった『長江日報』を通じて2月8日に、「武漢市のみならず全湖北省で大乱が起きなければならない」と声明を発した。これに対し、武漢軍管区は28日付で「厳正に明言する」と「工人総部」の一連の言動を批判する声明を発表、武力を以て大楼から「工人総部」の活動家を排除した。これに対し「工人総部」は支持者を動員しての奪権闘争に踏み切り、一方で軍管区や労働組合員など「工人総部」の動きに反対していた側も「百万雄師」を結成、両者は武漢各所で小競り合いを繰り返した。
この事態を見て、7月18日には毛沢東・周恩来が謝富治と王力を伴って武漢を訪問し収拾を図った。しかし周が用事で北京に戻った後、王が「工人総部」側を支持すると公にし、これが放送で流れたことから「百万雄師」側の猛反発を買うこととなった。

## 経過
20日朝、「百万雄師」側の労働者や群衆・湖北省政府の職員さらには武漢軍管区所属の兵士が謝と王が滞在していた宿舎を包囲、王は連行され群衆に糾弾されたばかりか武漢市の街頭に引き回されることになった。群衆は毛が滞在していた東湖賓館をも包囲したが、周の取り計らいによって武漢を脱出できた。「百万雄師」に半ば拘束されていた謝と王も25日には北京に戻ることが出来、歓迎を受けた。
これらの大衆行動は、毛や文革を推進する側＝造反派にとっては軍隊による反乱として映り、22日に江青が「文で攻め武で守る」と「百万雄師」らの大衆行動に対する武力報復を示唆。「百万雄師」の後ろ盾と看做されていた武漢軍管区司令官・陳再道は武漢大学の造反派に引き出されて糾弾を受け、「工人総部」「百万雄師」双方の武力闘争は以前にもまして激化。工場生産や学校教育も完全に停止に追い込まれ、記録によれば184,090人が抗争の犠牲になったと言われている。

## 影響
27日に中国共産党中央委員会・中央軍事委員会・中央文革小組は連名で『武漢市の革命的群衆と広範なる指揮官に与える信書』を発表、「工人総部」ら造反派の行動を完全に支持するとともに陳ら軍幹部を実権派として打倒すべき対象としその背後にある徐向前ら人民解放軍内の実権派の打倒を呼びかけた。
四人組の逮捕によって文革が終結すると、一連の事件は多くの民衆が弾圧された誤りとされ事件に巻き込まれ犠牲となった者としては全て同等であるとし、陳も名誉回復された。